# Jan Heylen
Jan Heylen (Geel, 1 de maio de 1980) é um automobilista belga que atualmente compete no IMSA Prototype Challenge.

## Carreira

### Na Europa
Estreou no kart em 1992, migrando para os monopostos em 2001, para competir na Fórmula Ford Britânica até 2002. Disputou ainda provas de Fórmula 3 Espanhola, Fórmula 3 Euroseries e Fórmula 4 Alemã até 2004, quando participou em 4 corridas da Fórmula 3000, pela equipe Astromega. Com desempenho inexpressivo, foi substituído pelo holandês Olivier Tielemans a partir do GP de Magny-Cours. Heylen terminou o campeonato na décima-sexta posição, com 1 ponto (empatado com Nico Verdonck, Rodrigo Ribeiro e Matteo Grassotto). Em 2005, disputou a Eurocup Mégane Trophy, conquistando o título da categoria.

### Champ Car
Sem chances no automobilismo europeu, Heylen foi para a Champ Car em 2006, assinando com a Dale Coyne. A temporada de estreia foi razoável: terminou em 14º lugar, com 140 pontos, e obtendo um quinto lugar no GP de Cleveland como resultado mais expressivo. Não continuou na equipe em 2007, regressando após a saída de Matt Halliday na Conquest Racing, assumindo a vaga do australiano a partir de Portland. Em Assen, conquistou seu único pódio na categoria ao chegar em segundo lugar, dando a ele o 16º posto na classificação, com 104 pontos. Sua vaga foi herdada pelo francês Nelson Philippe nas 2 últimas etapas.

## Outras categorias
Desde 2008, Heylen dedica-se a disputar campeonatos de turismo e protótipos, excetuando-se uma rápida passagem pela Indy Lights em 2010, defendendo a Team E em Long Beach, terminando a prova em segundo lugar. No mesmo ano chegou a ser cogitado para voltar a pilotar na Conquest na IndyCar, porém não teve sucesso.

## Links
- Site oficial